# Nemzetközileg el nem ismert történelmi európai államok
A nemzetközileg nem elismert történelmi európai államok listája (az évszám szerinti rendezéshez kattintson a Mikor melletti nyílra):
| Történelmi állam                            | Hol                                                                         | Mikor |
| ------------------------------------------- | --------------------------------------------------------------------------- | --- |
| Albonai Köztársaság                         | Isztrián, Horvátország területén                                            | 1921-ben állt fenn |
| Angol-Korzikai Királyság                    | Korzika szigetén, Franciaország területén                                   | 1794 és 1796 között állt fenn                                                                                            |
| Asztúriai és Leóni Szuverén Tanácsállam     | Asztúria tartományban, Spanyolország területén                              | 1937-ben állt fenn |
| Bajor Tanácsköztársaság                     | Németország területén                                                       | 1919-ben állt fenn |
| Bánáti Köztársaság                          | Románia, Szerbia és Magyarország területén                                  | 1918-ban állt fenn |
| Baranya–bajai Szerb–Magyar Köztársaság      | Horvátország és Magyarország területén                                      | 1921-ben állt fenn |
| Bihácsi Köztársaság                         | Bosznia-Hercegovina területén                                               | 1942 és 1943 között állt fenn                                                                                            |
| Boszniai Szerb Köztársaság                  | Bosznia-Hercegovina területén                                               | 1992 és 1995 között állt fenn, napjainkban már törvényes keretek között létező, Bosznia-Hercegovina részét képző entitás |
| Brémai Tanácsköztársaság                    | Németország területén                                                       | 1919-ben állt fenn |
| Carnarói Olasz Kormányzóság                 | Horvátország területén                                                      | 1919 és 1920 között állt fenn                                                                                            |
| Ciprusi Török Szövetségi Állam              | Ciprus területén                                                            | 1975 és 1983 között állt fenn                                                                                            |
| Couto Misto                                 | Spanyolország és Portugália területén                                       | a 10. század és 1868 között állt fenn                                                                                    |
| Dél-Írország                                | Írország területén                                                          | 1922-ben állt fenn |
| Doni Köztársaság                            | Oroszország és Ukrajna területén                                            | 1918 és 1920 között állt fenn                                                                                            |
| Dubrovniki Köztársaság                      | Horvátország területén                                                      | 1991 és 1992 között állt fenn                                                                                            |
| Egyesült Belga Államok                      | Belgium területén                                                           | 1790-ben állt fenn |
| Elzász-Lotaringiai Köztársaság              | Franciaország területén                                                     | 1918-ban állt fenn |
| Észak-epiruszi Autonóm Köztársaság          | Albánia területén                                                           | 1914 és 1916 között állt fenn                                                                                            |
| Észak-ingir Köztársaság                     | Oroszország területén                                                       | 1919 és 1920 között állt fenn                                                                                            |
| Északi Portugál Királyság                   | Portugália területén                                                        | 1919-ben állt fenn |
| Fehérorosz Népköztársaság                   | Fehéroroszország területén                                                  | 1918-ban állt fenn |
| Finn Demokratikus Köztársaság               | Oroszország területén                                                       | 1939 és 1940 között állt fenn                                                                                            |
| Finn Szocialista Munkás Köztársaság         | Finnország területén                                                        | 1918-ban állt fenn |
| Fiumei Szabad Állam                         | Horvátország területén                                                      | 1920 és 1924 között állt fenn                                                                                            |
| Független Horvát Állam                      | Horvátország és Bosznia-Hercegovina területén                               | 1941 és 1945 között |
| Gagauzia                                    | Moldova területén                                                           | 1990 és 1994 között állt fenn                                                                                            |
| Galiciai Köztársaság                        | Spanyolország területén                                                     | 1931-ben állt fenn |
| Galíciai Szovjet Szocialista Köztársaság    | Ukrajna és Lengyelország területén                                          | 1920-ban állt fenn |
| Gousti Köztársaság                          | Franciaország területén                                                     | |
| Gozo Királyság                              | Málta területén                                                             | 1798 és 1801 között állt fenn                                                                                            |
| Guria Köztársaság                           | Grúzia területén                                                            | 1905 és 1906 között állt fenn                                                                                            |
| Harkovi Népköztársaság                      | Ukrajna területén                                                           | 2014-ben állt fenn |
| Herceg-Boszniai Horvát Köztársaság          | Bosznia-Hercegovina területén                                               | 1991 és 1994 között állt fenn                                                                                            |
| Hiénc Köztársaság                           | Magyarország és Ausztria területén                                          | 1918-ban létezett |
| Hucul Köztársaság                           | Ukrajna területén                                                           | 1919-ben állt fenn |
| Icskeriai Csecsen Köztársaság               | Oroszország területén                                                       | első periódus: 1991 és 1994 között második periódus: 1996 és 1999 között                                                 |
| Ír Köztársaság                              | Írország területén                                                          | 1798-ban állt fenn |
| Ír Köztársaság                              | Írország területén                                                          | 1919 és 1922 között állt fenn                                                                                            |
| Kárpát-Ukrajna                              | Ukrajna területén                                                           | 1939-ben állt fenn |
| Katalán Köztársaság                         | Katalónia tartományban, Spanyolország területén                             | 1931 és 1934 között állt fenn                                                                                            |
| Kelet-Szlavónia-Baranya és Nyugat-Szerémség | Horvátország területén                                                      | 1995 és 1998 között állt fenn                                                                                            |
| Komańczai Köztársaság                       | Lengyelország területén                                                     | 1919-ben állt fenn |
| Korzikai Királyság                          | Korzika szigetén, Franciaország területén                                   | 1736-ban állt fenn |
| Korzikai Köztársaság                        | Korzika szigetén, Franciaország területén                                   | 1755 és 1769 között állt fenn                                                                                            |
| Közép-albániai Köztársaság                  | Albánia területén                                                           | 1913 és 1914 között állt fenn                                                                                            |
| Krajinai Szerb Köztársaság                  | Horvátország területén                                                      | 1991 és 1995 között állt fenn                                                                                            |
| Krusevoi Köztársaság                        | Észak-Macedónia területén                                                   | 1903-ban állt fenn |
| Kubáni Népköztársaság                       | Oroszország területén                                                       | 1918 és 1920 között állt fenn                                                                                            |
| Lajtabánság                                 | Ausztria és Magyarország területén                                          | 1921-ben állt fenn |
| Liège-i Köztársaság                         | Belgium és Hollandia területén                                              | 1789 és 1791 között állt fenn                                                                                            |
| Limericki Tanácsköztársaság                 | Írország területén                                                          | 1919-ben állt fenn |
| Lokot Köztársaság                           | Oroszország területén (az orjoli és kurszki területeken)                    | 1941 és 1943 között állt fenn                                                                                            |
| Magyarországi Tanácsköztársaság             | Magyarország, Szlovákia és Románia területén                                | 1919-ben állt fenn |
| Markovoi Köztársaság                        | Oroszország területén                                                       | 1905 és 1906 között állt fenn                                                                                            |
| Menton-Roquebrune                           | Franciaország területén                                                     | 1848 és 1861 között állt fenn                                                                                            |
| Mirditai Köztársaság                        | Albánia és Koszovó területén                                                | 1921-ben állt fenn |
| Munsteri Köztársaság                        | Írország területén                                                          | 1922-ben állt fenn |
| Naissari Tanácsköztársaság                  | Észtország területén                                                        | 1918-ban állt fenn |
| Német-ausztriai Köztársaság                 | Ausztria, Csehország, Olaszország és Szlovénia területén                    | 1918 és 1919 között állt fenn                                                                                            |
| Norvég Királyság                            | Norvégia területén                                                          | 1814-ben állt fenn |
| Nyugat-Boszniai Köztársaság                 | Bosznia-Hercegovina területén                                               | 1993 és 1995 között állt fenn                                                                                            |
| Nyugat-Trákiai Köztársaság                  | Bulgária és Görögország területén                                           | 1913-ban állt fenn |
| Nyugat-Ukrán Népköztársaság                 | Ukrajna területén                                                           | 1918 és 1919 között állt fenn                                                                                            |
| Odesszai Tanácsköztársaság                  | Ukrajna és Moldova területén                                                | 1918-ban állt fenn |
| Odesszai Népköztársaság                     | Ukrajna területén                                                           | 2014-ben állt fenn |
| Olasz Szociális Köztársaság                 | Olaszország területén                                                       | 1943 és 1945 között állt fenn                                                                                            |
| Palacknyak Szabadállam                      | Németország területén                                                       | 1919 és 1923 között állt fenn                                                                                            |
| Perlojai Köztársaság                        | Litvánia területén                                                          | 1918 és 1923 között állt fenn                                                                                            |
| Szlovén-Horvát-Szerb Állam                  | Szlovénia, Horvátország és Bosznia-Hercegovina területén                    | 1918-ban állt fenn |
| Tamaras Köztársaság                         | Bulgária területén                                                          | 1878 és 1886 között állt fenn                                                                                            |
| Tarnobrzegi Köztársaság                     | Lengyelország területén                                                     | 1918 és 1919 között állt fenn                                                                                            |
| Schwarzenbergi Szabad Köztársaság           | Németország területén                                                       | 1945-ben állt fenn |
| Shuliavka Köztársaság                       | Ukrajna területén                                                           | 1905-ben állt fenn |
| Szent Márk Köztársasága                     | Olaszország területén                                                       | 1848 és 1849 között állt fenn                                                                                            |
| Első Szlovák Köztársaság                    | Szlovákia területén                                                         | 1939 és 1945 között állt fenn                                                                                            |
| Szlovák Tanácsköztársaság                   | Szlovákia területén                                                         | 1919-ben állt fenn |
| Ukrán Népköztársaság                        | Ukrajna területén                                                           | 1917 és 1920 között állt fenn                                                                                            |
| Uzsicei Köztársaság                         | Szerbia területén                                                           | 1941-ben állt fenn |
| Vendvidéki Köztársaság                      | Magyarország és Szlovénia területén (a Vend- és Muravidéken)                | 1919-ben állt fenn |
| Vésztői Köztársaság                         | Magyarország területén (a Sebes-Körös vidékén)                              | 1944 és 1945 között állt fenn                                                                                            |
| Volga-Uráli Állam                           | Oroszország területén (a Tatár Köztársaság és Baskíria autonóm területeken) | 1917 és 1918 között állt fenn                                                                                            |